# Горско земеродно рибарче
Горското земеродно рибарче (Todiramphus macleayi) е вид птица от семейство Земеродни рибарчета (Alcedinidae).

## Разпространение
Видът е родом от Индонезия, Папуа Нова Гвинея, Соломоновите острови и Австралия. Среща се на или в близост до бреговата линия на Австралия от Порт Стивънс в Нов Южен Уелс на север до Кейп Йорк и на запад през Горния край. През лятото посещава южните части на Нов Южен Уелс и Южен Куинсланд, а на останалите места се среща целогодишно.

## Описание
Дължината му е около 21,5 – 25,5 см, има сини крила, глава и опашка с бели гърди, корем и тил. Притежава бяло петно пред очите и черна лента, простираща се от клюна, през очите до зад ушите. По време на полет върху крилата се забелязват бели петна. Женската се отличава със син, а не с бял тил. Ирисът е тъмнокафяв, а краката и стъпалата са тъмно сиви.

## Хранене
Горското земеродно рибарче ловува безгръбначни животни, като буболечки, бръмбари, скакалци, паяци и червеи, както и малки жаби и гущери. Често убива плячката си, като я удря в някой клон.